# Viétia Zangrandi
Viétia Zangrandi es el nombre artístico de Viétia Zangrandi Rocha, actriz brasileña con uno extenso trabajo en la televisión, cine y teatro.
La actriz está en la versión brasileña de Desperate Housewives, Donas de Casa Desesperadas, en una sociedad de Disney con el RedeTV!, interpretando el personaje Elisa Fernandes, una ama de casa perfecta, no obstante desesperada. 
En la televisión, él actuaba, él realizó y él participó de las telenovelas Páginas da Vida, Um Anjo Caiu do Céu, Celebridade, Belíssima, América, Amor e Ódio, Pequena Travesa e Seus Olhos.
Él realizó las películas Memórias Póstumas de Brás Cubas y Bocage, O Triunfo do Amor, y participó de otros, siendo figura frecuente en campañas publicitarias.
Lo forman en los artes escénicos en UNICAMP (Universidad de Campinas).

## Trabajos en la TV
- 2007 Donas de Casa Desesperadas - Elisa Fernandes (Serie – RedeTV!).
- 2006/2007 Páginas da Vida – Carol (Telenovela – Red Globo).
- 2005/2006 Belíssima – Marta (Telenovela – Red Globo).
- 2004 Seus Olhos - Dora (Telenovela - SBT).
- 2003/2004 Celebridade – Sílvia (Telenovela – Red Globo).
- 2002/2003 Pequena Travessa – Celine (Telenovela – SBT).
- 2001/2002 Amor e Ódio - Laura (Telenovela – SBT).
- 2001 Porto dos Milagres – (Telenovela – Red Globo).
- 2001 Um Anjo Caiu do Céu – Olívia (Telenovela – Red Globo).

## Cine
- Coisa de Mulher - Dirección: Eliana Fonseca.
- 2004 Um Show de Verão – Con Angélica y Luciano Huck - Dirección: Moacyr Góes.
- 2001 Memórias Póstumas de Brás Cubas – Protagonista. - Dirección: Andres Klotzel.
- 1997/98 Bocage, O Triunfo do Amor – Protagonista. - Dirección: Djalma Limongi Batista.

## Teatro
- 2007 Pátria Armada – Dirección: Rodrigo Pitta.
- 2004 Na Cama com Tarantino - Dirección: Fezu Duarte.
- 2002 Coração Inquieto - Dirección: Sérgio Módena.
- 2001 Playground - Dirección: Djalma Limongi Batista.
- 2000 Cacilda – Lectura dramática con José Celso Martínez Corrêa.
- 1999 Além do Abismo - Grupo XPTO, Centro Cultural São Paulo.
- 1997 Assembléia de Mulheres - Dirección: Moacyr Góes.
- 1996 A Cruzada das Crianças e A Bilha Quebrada – Dirección: Márcio Aurélio.
- 1995 Calígula - Dirección: Djalma Limonge Batista.

- Datos: Q7938044